# Lonquimay
Lonquimay este un târg și comună din provincia Malleco, regiunea La Araucanía, Chile, cu o populație de 9.925 locuitori (2012) și o suprafață de 3914,2 km2.